# Bernt Federau
Bernt Jürgen Federau (* 30. März 1930 in Danzig; † 20. Juli 2017 in Hamburg) war ein deutscher Künstler und Photographenmeister. Er erlangte vor allem durch seine in zahlreichen Bildbänden publizierten Reise- und Luftaufnahmen Bekanntheit. Sein umfangreiches Werk umfasst über 200.000 Bilder und wird in zahlreichen Ausstellungen und Museen vertreten, darunter das Museum am Rothenbaum und das Museum für Kunst und Gewerbe in Hamburg.

## Leben

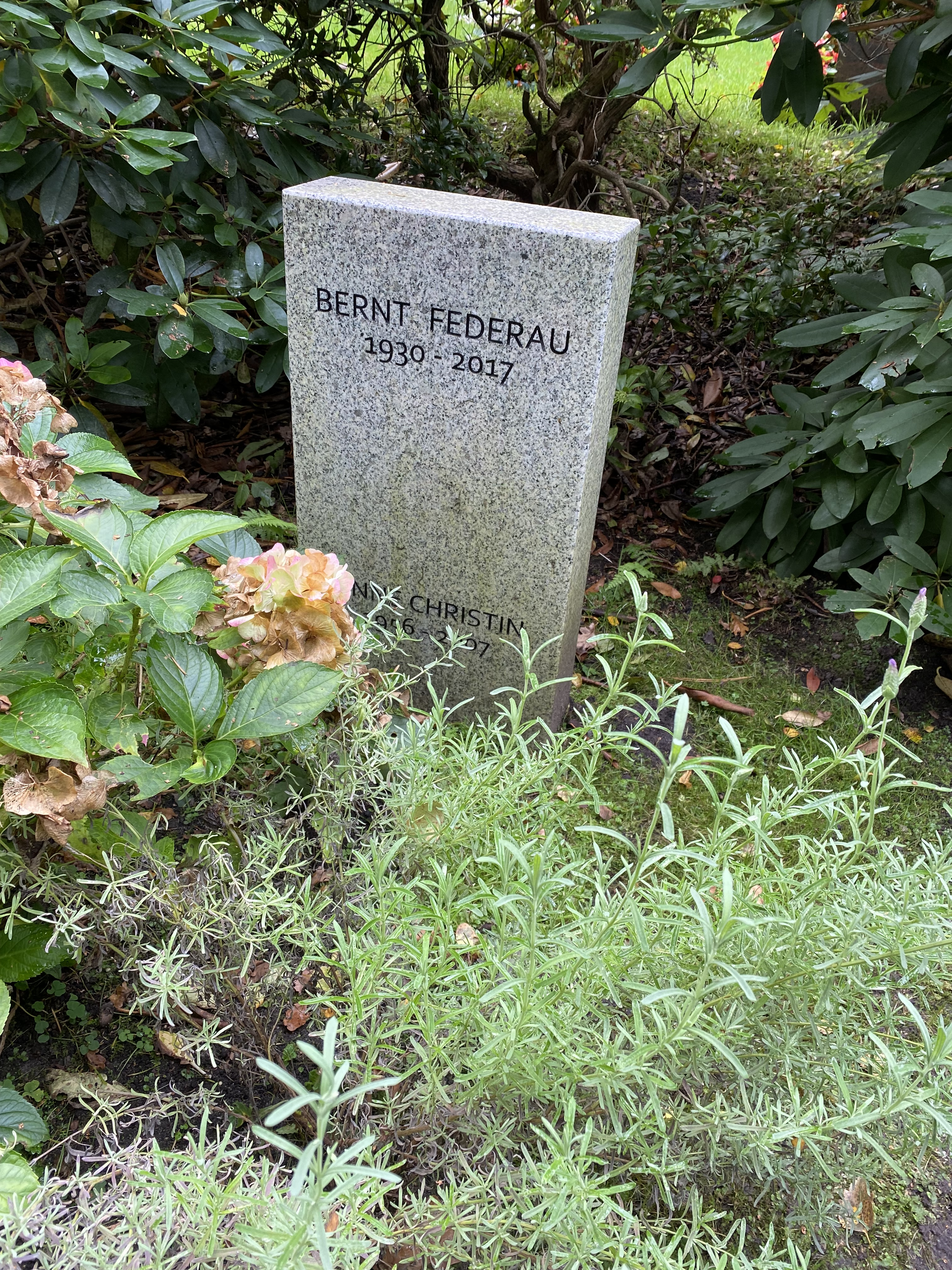
Grabstätte auf dem Friedhof Ohlsdorf

Bernt Federau wurde 1930 in der Freien Stadt Danzig als zweites Kind des Dichters und Schriftstellers Wolfgang Federau und seiner Frau Elisabeth Anger geboren. Seine Schulzeit wurde von Kriegseinsätzen gestört. 1945 floh er mit seiner Familie nach Dänemark, wo er dreieinhalb Jahre in Kriegsgefangenschaft verbrachte. Nach Kriegsende wurde er nach Lübeck entlassen und begann dort 1948 nach Schulabschluss am Katharineum seine Fotografenlehre. 1953 zog er nach Südwestafrika (heute Namibia) und wurde in Windhoek als Photograph und Kameramann angestellt. Nach seiner Rückkunft 1958, tätigte er mehrere Vortragsreisen in der Bundesrepublik und in Westberlin und legte im selben Jahr seine Meisterprüfung ab. Ab 1959 arbeitete er für die Foto-Industrie (Leonar Werken Hamburg; Agfa-Gevaert) und wechselte 1966 zur Presse bei Gruner und Jahr. Von 1970 bis zu seinem Tode schuf er als freischaffender Photograph in seiner Wahlheimat Hamburg.
Er spezialisierte sich auf Reiseberichte, Luft- und Hubschrauberaufnahmen, aus denen über 24 Bücher entstanden. Er beschäftigte sich aber auch gelegentlich mit Werbe- und Architekturfotografie, unter anderem in Zusammenarbeit mit den Architekten Meinhard von Gerkan und Volkwin Marg. Seine große Vorliebe galt immer der Schwarz-Weiß-Photographie, der Straßenfotografie und dem Stillleben. Neben seinen zahlreichen Fotografien und Büchern hinterließ er ebenfalls mehrere Gemälde, Holzskulpturen, Texte und Gedichte.
Bernt Federau verstarb 87-jährig in Hamburg und wurde auf dem dortigen Friedhof Ohlsdorf beigesetzt. Die Grabstätte befindet sich im Planquadrat PA 2 oberhalb des Prökelmoorteichs.

## Werke (Auswahl)
- Westafrikafahrt 1849–1974 – 175 Jahre Woermann-Linie, Hans Christians Verlag, Hamburg, 1974
- Über Hamburg, Hans Christians Verlag, Hamburg, 1974
- Bornholm, Bilderbuch einer Märcheninsel, Lübecker Nachrichten Verlag, Lübeck, 1978
- Braunschweig von A–Z, Verlag Aug. Rauschenplat, Cuxhaven, 1979
- Hamburg, Verlag Aug. Rauschenplat, Cuxhaven, 1979
- Schottland, Bilder einer Reise, Lübecker Nachrichten Verlag, Lübeck, 1980
- Das ist Lübeck, Lübecker Nachrichten Verlag, Lübeck, 1982
- Das ist Sylt, Lübecker Nachrichten Verlag, Lübeck, 1984
- Das ist Hamburg, Lübecker Nachrichten Verlag, Lübeck, 1984
- Mecklenburg-Vorpommern aus der Luft, Edition Maritim, Hamburg, 1991
- Die Elbe aus der Luft, Edition Maritim, Hamburg, 1991
- Schlieswig-Holstein aus der Luft, Edition Maritim, Hamburg, 1991
- Flug über Hamburg, Edition Maritim, Hamburg, 1992
- Der chinesische Konsul in Hamburg – Gedichte von Wang Taizhi, Christians Verlag Hamburg, Hamburg, 1995
- 1997, Kalender, Christians / Druckerei & Verlag, Hamburg, 1996

## Ausstellungen (Auswahl)
- Triumph der Sonne, Windhoek, Kunstverein, 1957.
- Triumph der Sonne, Hamburg, Museum für Völkerkunde Hamburg, 1958
- Station: Hamburg-Hauptbahnhof, Hamburg, Staatliche Landesbildstelle, 1961
- Bücher und Menschen, Menschen und Bücher, Hamburg, Staatliche Landesbildstelle, 1964
- Bücher und Menschen, Menschen und Bücher, Amsterdam, Goethe-Institut, 1965
- Drei Epochen, St.-Peter-Kirche Großborstel, 2000
- 55 Jahre Photographie, Anna Augstein (Privatausstellung), Hamburg, 2005
- Masken aus Afrika, Hamburg, Museum für Völkerkunde Hamburg, 2005
- Bernt Federau: Schwarz bis Weiß – Photographische Reisen, Museum für Völkerkunde Hamburg, Hamburg, 2012–2013
- Bernt Federau nahm an der zweiten und vierten Weltausstellung der Photographie teil.[6]